# La Neuveville-devant-Lépanges
La Neuveville-devant-Lépanges é uma comuna francesa na região administrativa do Grande Leste, no departamento de Vosges. Estende-se por uma área de 8.77 km². Em 2010 a comuna tinha 509 habitantes (densidade: 58 hab./km²).